# Епархия Часкомуса
Епархия Часкомуса (лат. Dioecesis Chascomusensis) — епархия Римско-Католической церкви с центром в городе Часкомус, Аргентина. Епархия Часкомуса входит в митрополию Ла-Платы. Кафедральным собором епархии Часкомуса является церковь Пресвятой Девы Марии Милосердия.

## История
27 марта 1980 года Папа Римский Иоанн Павел II выпустил буллу «Universum Dominicum gregem», которой учредил епархию Часкомуса, выделив её из архиепархии Ла-Платы и епархии Мар-дель-Платы.

## Ординарии епархии
- епископ Родольфо Буфано (27.03.1980 — 16.04.1982), назначен епископом Сан-Хусто;
- епископ Хосе Мария Монтес (19.01.1983 — 3.07.1996);
- епископ Хуан Карлос Маккароне (3.07.1996 — 18.02.1999), назначен епископом Сантьяго-дель-Эстеро;
- епископ Карлос Умберто Малфа (с 20 мая 2000 года).